# Argomuellera
Argomuellera es un género perteneciente a la familia de las euforbiáceas  de plantas nativas de Tailandia, Malasia y Nueva Guinea.  Comprende 14 especies descritas y de estas, solo 11 aceptadas.

## Taxonomía
El género fue descrito por Ferdinand Albin Pax y publicado en Annales des Sciences Naturelles; Botanique, série 4 9: 198. 1858. La especie tipo es: Angostylis longifolia

## Especies aceptadas
A continuación se brinda un listado de las especies del género Argomuellera aceptadas hasta marzo de 2014, ordenadas alfabéticamente. Para cada una se indica el nombre binomial seguido del autor, abreviado según las convenciones y usos.
- Argomuellera basicordata Peter ex Radcl.-Sm.
- Argomuellera calcicola (Leandri) J.Léonard
- Argomuellera danguyana (Leandri) J.Léonard
- Argomuellera decaryana (Leandri) J.Léonard
- Argomuellera gigantea (Baill.) Pax & K.Hoffm.
- Argomuellera lancifolia (Pax) Pax
- Argomuellera macrophylla Pax
- Argomuellera perrieri (Leandri) J.Léonard
- Argomuellera pierlotiana J.Léonard
- Argomuellera sessilifolia Prain
- Argomuellera trewioides (Baill.) Pax & K.Hoffm.